# 퍼펙트 커플 (2005년 영화)
《퍼펙트 커플》(프랑스어: Un couple parfait)은 프랑스와 일본에서 제작된 스와 노부히로 감독의 2005년 영화이다. 발레리아 브루니 테데스키 등이 주연으로 출연하였고 사와다 마사미치 등이 제작에 참여하였다.

## 출연

### 주연
- 발레리아 브루니 테데스키
- 브뤼노 토데쉬니

### 조연
- 나탈리 부테푀
- 루이도 드랑크쟁

## 기타
- 미술: 카롤린 샹프티에
- 의상: 엘리자베트 므위